# Biblioteka Tarnowskich

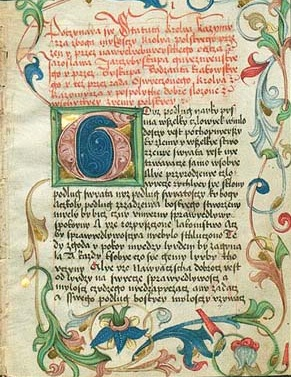
Karta z Kodeksu Dzikowskiego (Statutów Kazimierza Wielkiego)

Biblioteka Tarnowskich – nieistniejąca już biblioteka rodowa znajdująca się w Pałacu Tarnowskich w Dzikowie (obecnie dzielnica Tarnobrzega).  

## Historia biblioteki
Biblioteka została założona około 1820 roku przez szlachcica, bibliofila, kasztelana i wojewodę Jana Feliksa Tarnowskiego i jego żonę Walerię ze Stroynowskich. Zbiory powiększali w drodze zakupu, darów i spadków. Pierwszy większy zakup hrabiego został dokonany w latach 1803–1804, podczas podróży po Włoszech. W 1926 roku biblioteka liczyła ok. 30 tysięcy woluminów. W grudniu 1927 roku, pożar zniszczył część zbiorów bibliotecznych. W okresie II wojny światowej część zbiorów Tarnowskich została wywieziona, a część za sprawą Róży Tarnowskiej zamurowana w piwnicach zamku. Zbory te przetrwały niemiecką okupację. Dużą rolę w ratowaniu biblioteki Tarnowskiej zarówno w I jak i II wojnie światowej oraz podczas pożaru w 1927 roku odegrał bibliotekarz i archiwista hrabiego tarnowskiego, etnograf i historyk Michał Marczak.  
W 1944 roku zamek w Dzikowie został przejęty przez NKWD i przekazany na potrzeby szkolnictwa i władz powiatowych w Tarnobrzegu. Ocalałe zbiory biblioteczne i inne kolekcje wraz ze zbiorami zdeponowanymi w Muzeum Narodowym w Warszawie lub w Zakładach Ossolineum we Lwowie, zostały przekazane do Archiwum Państwowego w Krakowie i Biblioteki Jagiellońskiej. Rękopis Pana Tadeusza Adama Mickiewicza, we wrześniu 1939 roku został przekazany przez Artura Tarnowskiego jako depozyt Zakładowi Narodowemu im. Ossolińskich we Lwowie. Rękopis przetrwał drugą wojnę i trafił do wrocławskiego Ossolineum. W 2006 roku, bracia Jan i Paweł Tarnowscy, sprzedali rękopis za 200 tys. dolarów Wrocławiowi. Duża część zbiorów zaginęła lub została wywieziona na terany dawnego ZSRR. 
Wielkość Biblioteki Tarnowskiej znajdującej się w depozycie Biblioteki Narodowej ocenia się na 3500 woluminów obejmujących 4500 tytułów; jest to największy zespół poloników z XVI–XVIII wieku. Wśród ocalałych dzieł znajduje się Dryas Zamchana Polonice et Latine; Pan Zamchanus Jana Kochanowskiego wydana w tzw. drukarni latającej w 1578 roku, 26 inkunabułów – m.in. Agenda drukowana dla diecezji wileńskiej z 1578 roku (drukowanej w Gdańsku) oraz pergaminowy egzemplarz Revelationes Sanctae Birgittae (Lubeka 1492) z superekslibrisem ojca króla Zygmunta III Wazy.

## Wielkość zbiorów bibliotecznych
W 1926 skład biblioteki wchodziły zbiory M.H. Juszyńskiego, biblioteka opactwa cystersów w Oliwie, biblioteka pojezuicka z Sandomierza, część biblioteki Stefana Batorego, zbiory otrzymane drogą spadku w 1834 roku: Hieronima i Waleriana Stroynowskich z Horochowa i Wilna. W sumie biblioteka liczyła ok. 30 tysięcy woluminów w tym cenne dokumenty, księgi, dyplomy pergaminowe, poloniki w tym rękopisy i rzadkie wydania książek Reja, Paprockiego i Orzechowskiego. Do najcenniejszych dzieł należały: rękopis Pana Tadeusza Adama Mickiewicza zakupiony przez Stanisława Tarnowskiego od Władysława, syna poety, Kronika polska Galla Anonima, Bogurodzica (pierwszy odpis dzieła), Kronika Polski Wincentego Kadłubka (oryginał dzieła) oraz Statuty Wiślickie (oryginały dokumentów).

## Inne eksponaty
Kolejne pokolenia Tarnowskich powiększały swoje zbiory nie tylko o cenne eksponaty piśmiennictwa, ale również o dzieła sztuki malarskiej. Szacuje się, że zbiór malowanych dzieł sztuki sięgał 250 obrazów starych i Polskich mistrzów. Obrazy i całe kolekcje były zakupywane w całej Europie. W ich zbiorach znajdowały się dzieła z galerii ostatniego króla Stanisława Augusta Poniatowskiego, a w tym obraz Rembrandta Lisowczyk. W 1910 roku hrabia Jan Zdzisław Tarnowski, z powodu problemów finansowych, sprzedał Rembrandtowskie dzieło amerykańskiemu kupcowi. Innymi pracami w kolekcji były obrazy Juliusza Kossaka (Stado Hetmańskie), Rembrandta (Autoportret), Rubensa (Chrystus po Zmartwychwstaniu), Antoon van Dyck’a (Portret Marii Villiers). 

## Literatura przedmiotu
- Rękopisy Biblioteki hr. Tarnowskich w Dzikowie Adam Chmiel (1865–1934), Drukarnia Uniwersytetu Jagiellońskiego, Kraków 1908